# Bulldozer (mikroarkitektur)

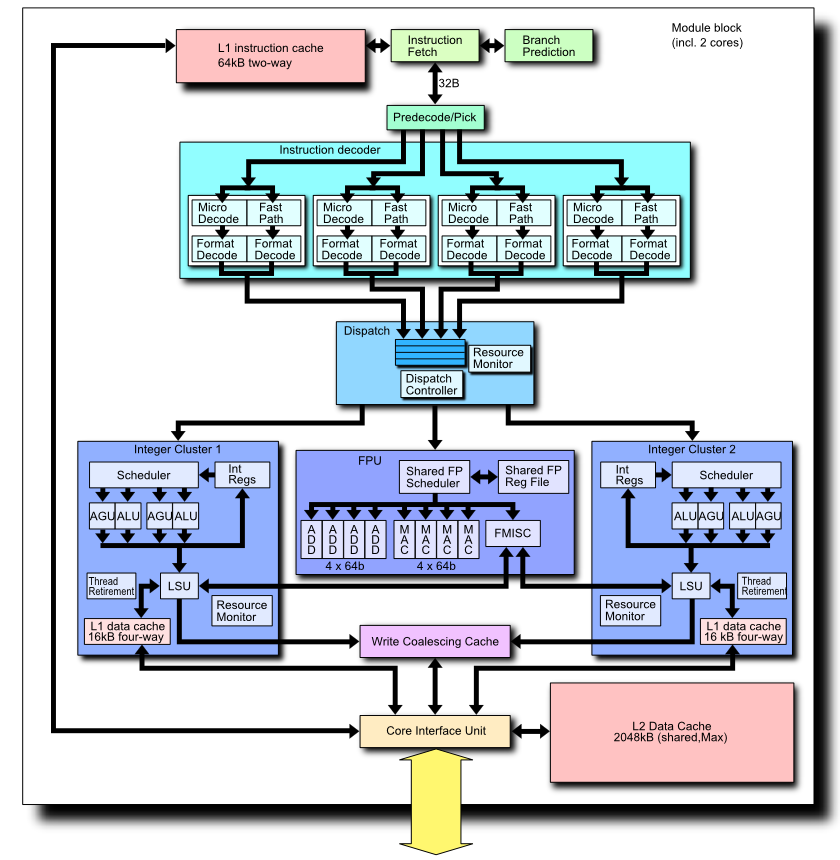
Den interna strukturen i en Bulldozer-modul.

Bulldozer är kodnamnet på en processorarkitektur från AMDs byggdes med Global Foundries 32 nm process. Den släpptes 12 oktober 12 2011 som efterföljare till den tidigare K10 mikroarkitekturen.
Varje Bulldozer Module, som AMD kallar det, har två 128-bitars FPU som kan kombineras till en 256 bitars FPU och två heltalskärnor. Varje modul kommer då att ses som två fysiska kärnor av operativsystemet. Processorn såldes med upp till fyra moduler för vanliga datorer och upp till åtta moduler för servrar.